# 진천로
진천로(Jincheon-ro)는 대구광역시 달서구 진천동 진천남네거리 에서 월성동를 잇는 대구광역시의 도로이다.

## 주요 경유지
대구광역시
- 달서구 (진천동 . 월성동)

## 노선
| 이름          | 접속 노선                      | 소재지        | 소재지        | 비고          |
| 월암로와 직결 | 월암로와 직결                  | 월암로와 직결 | 월암로와 직결 | 월암로와 직결 |
| ------------- | ------------------------------ | ------------- | ------------- | ------------- |
| (이름없음)    | 조암남로                       | 달서구        | 월성동        |               |
| 진천네거리    | 국도 제5호선 (월배로)          | 달서구        | 진천동        |               |
| 진천남네거리  | 대구광역시도 제10호선 (상화로) | 달서구        | 진천동        |               |
| 한실로와 직결 |                                |               |               |               |

## 주요 건물 및 시설
- 교촌치킨 대구진천점 (진천로 48/진천동 504)
- 60계치킨 대구진천점 (진천로 51/진천동 505-4)
- GS25 대구진천점 (진천로 56/진천동 511-2)
- 올리브영 대구진천점 (진천로 72/진천동 586-1)
- SK에너지 우광주유소 (진천로 87/대천동 550-8)
- 이마트 월배점 (진천로 92/대천동 555)
- 쉐보레 월배전시장 (진천로 110/대천동 530)
- GS칼텍스 대천주유소 (진천로 112/대천동 528-3)